# BV-4031
La BV-4031 és una carretera del Berguedà i del Ripollès que discorre pels termes municipals de La Pobla de Lillet i Castellar de n'Hug, al Berguedà, i del terme municipal de Toses, al Ripollès.
La B correspon a la demarcació de Barcelona, cosa que indica la seva antiga pertinença a la Diputació de Barcelona., i la V a l'antiga xarxa de carreteres veïnals. Actualment, i des de 2006 ha passat a ser a càrrec de la Generalitat de Catalunya, en virtut del Conveni de traspàs de carreteres entre La Generalitat de Catalunya i la Diputació de Barcelona.
És la carretera d'accés al poble de Castellar de n'Hug, el Pla d'Anyella, i al sector d'"Els Alabaus" de l'Estació d'esquí de La Molina.
El seu nom complet és Carretera de La Pobla de Lillet (Berguedà) a Collada del Pedró (Toses, Ripollès).

## Construcció
La construcció d'aquesta carretera segueix tres moments històrics diferents:
- Accés a Clot del Moro.
- Accés al poble de Castellar de n'Hug
- Carretera fins al Pla d'Anyella. Tram de 15 quilòmetres de carretera, compres entre el poble de Castellar de n'Hug i el seu enllaç amb la GI-400, vora la collada del Pedró. Tram d'alta muntanya amb limitacions per viabilitat hivernal, hi ha barreres de tancament. Va ser inaugurada el 22 d'octubre de 1980.[3]

## Recorregut
El recorregut és ascendent per la capçalera del riu Llobregat a la conca del mateix riu, fins a carenejar la serra de Montgrony al Coll de la Creueta, i saltant a la vall següent, a la capçalera del riu Rigat, afluent del riu Freser a la conca del riu Ter on fa un recorregut planejant fins a trobar l'enllaç a la carretera GI-400.
La durada del trajecte complet és de:
- 38', amb vehicle lleuger i en condicions de sense trànsit.[4]
- 2 hores 48', en bicicleta.
- 6 hores i 2', a peu pel voral.

Té l'origen en el punt quilomètric 10,04 de la carretera B-402, just a la sortida de La Pobla de Lillet, des d'on s'accedeix al complex industrial i miner del Clot del Moro (sols resta la central hidroelèctrica i el museu del ciment), remunta la vall per superar el "Pas de l'Ós", estret natural que engorja el riu Llobregat, Fonts del Llobregat, accés al poble de Castellar de n'Hug, coll de la Creueta, Pla d'Anyella, La Molina, i finalment enllaç amb la carretera GI-400 en el seu punt quilomètric 3,2.
Part del recorregut berguedà d'aquesta carretera és dins els límits del parc natural Cadí-Moixeró.

## Viabilitat hivernal
Al llarg del recorregut aquesta via ha se superar un port de muntanya gairebé als 2.000 metres d'alçada, la qual cosa obligava a disposar de maquinària a l'efecte, i barreres de pas que impedeixi l'accés si la viabilitat no està garantida. Les barreres són a la sortida de Castellar de n'Hug, vora accés al barri de "Cal Ros al pk 11,5, i al límit amb l'aparcament de l'estació d'esquí de La Molina a els Alabaus, al pk 26,2, de manera que queda tancat el pas de vehicles entre Castellar de n'Hug i La Molina.

## Trànsit
La carretera BV-4031 (dades de l'any 2006) té una intensitat mitjana diària de 160 cotxes de dilluns a divendres, xifra que els dissabtes arriba als 382 i els diumenges als 425.